# Josiah Bartlett

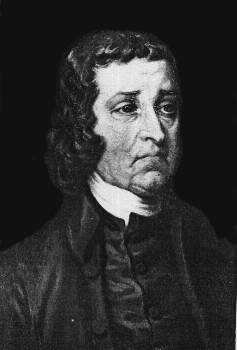
Josiah Bartlett

Josiah Bartlett (* 21. November 1729 in Amesbury, Province of Massachusetts Bay, Kolonie des Königreichs Großbritannien, heute Massachusetts, USA; † 19. Mai 1795 in Kingston, New Hampshire, USA) war ein britisch-US-amerikanischer Arzt und Politiker, der als Delegierter des Kontinentalkongresses für New Hampshire die Unabhängigkeitserklärung der Vereinigten Staaten unterzeichnete und zu den amerikanischen Gründervätern zählt. Später war er Vorsitzender des Obersten Gerichtes von New Hampshire und Gouverneur des Staates.

## Biografie
Josiah wurde als fünftes Kind und vierter Sohn von Stephen und Hannah (Webster) Bartlett geboren. Er besuchte die Grundschule. Im Alter von 16 Jahren hatte er Grundlagen der lateinischen und griechischen Sprache erlernt. 1745 begann er ein Studium der Medizin und arbeitete in der Praxis von Dr. Ordway in Amesbury. Bevor er 21 Jahre alt wurde, zog er 1750 nach Kingston im Rockingham County, hängte ein Praxisschild auf und begann selbständig zu arbeiten.
Kingston war zu dieser Zeit eine Grenzsiedlung mit ein paar hundert Familien. Bartlett war der einzige Arzt in diesem Teil des Countys und seine Praxis lief gut. Er kaufte Land und fügte eine Farm seinen Besitztümern hinzu.
Am 15. Januar 1754 heiratete er Mary Bartlett aus Newton (Massachusetts). Sie war seine Cousine, eine Tochter seines Onkels Joseph; sie verstarb am 14. Juli 1789. Sie hatten elf Kinder: Mary (1754), Lois (1756), Miriam (1758), Rhoda (1760), Hannah (die noch als Kind 1762 starb), Levi (1763), Josiah (1765, starb im selben Jahr), Josiah (1768), Ezra (1770), Sarah (1773), Hannah (1776, die auch noch als Kind starb). Drei seiner Söhne und fünf seiner Enkel wurden ebenfalls Ärzte.

## Politische Karriere
Wie viele prominente Männer in kleinen Gemeinden wurde auch Bartlett in öffentlichen Angelegenheiten von Kingston aktiv und wurde 1765 in das Kolonialparlament gewählt. 1767 wurde er Oberst der Miliz seines Countys und der Gouverneur John Wentworth ernannte ihn zum Friedensrichter. Als die Amerikanische Unabhängigkeitsbewegung begann, brachten ihn seine Whig-Ansichten in Opposition zum Königlichen Gouverneur Wentworth.
1774 trat er dem Korrespondenzkomitee des Kolonialparlaments bei und begann seine Zusammenarbeit mit den Anführern der Unabhängigkeitsbewegung der 13 Kolonien. Später in diesem Jahr, als Wentworth die Kolonialparlament entließ oder vertagte, wurde Bartlett in dessen unabhängigen (und illegalen) Nachfolger, das Provinzialparlament gewählt. Bartlett erlitt zudem den Verlust seines Heimes durch ein Feuer, das angeblich von gegnerischen Tories gelegt wurde. Er zog mit seiner Familie hinaus in sein Farmhaus und begann sofort mit dem Neuaufbau. Als das Parlament Bartlett und John Pickering als Delegierte zum Kontinentalkongress wählte, war er gezwungen abzulehnen, weil er bei seiner Familie bleiben musste, blieb aber in den Angelegenheiten New Hampshires aktiv. Als einer der letzten Akte Gouverneur Wentworths, bevor er aus New Hampshire vertrieben wurde, widerrief er Bartletts Ernennung zum Richter, Oberst der Miliz und als Mitglied des Kolonialparlaments.

### Kontinentalkongress
Bartlett wurde 1775 erneut als Delegierter gewählt und nahm an der Versammlung teil, wie auch an den Treffen 1776. Tatsächlich war er für einige Zeit Ende 1775 und Anfang 1776 der einzige Delegierte aus New Hampshire. Viel der Arbeit des Kongresses wurde in Komitees geleistet. In den wichtigsten saß jeweils ein Delegierter aus jedem Staat, was bedeutete, dass Bartlett in allen diesen teilnahm, einschließlich derer für Sicherheit, Geheimdienste, Bewaffnung, Marine und Zivilverwaltung. Seine Aufmerksamkeit für Details und seine harte Arbeit in den Komitees machte ihn zu einem der einflussreichsten Teilnehmer des Kongresses, obwohl er selten in den Debatten der versammelten Kongresses aktiv wurde.
Schließlich wurden, nach seinen ständigen Briefen heim an das Parlament und das Komitee für Sicherheit in New Hampshire, William Whipple und Matthew Thornton der Delegation in Philadelphia hinzugefügt. Als die Frage nach der Erklärung der Unabhängigkeit vom Königreich Großbritannien 1776 offiziell aufgebracht wurde, wurde Bartlett als Repräsentant der nördlichsten Kolonie als Erster gefragt und er antwortete zustimmend. Am 2. August 1776, als die Delegierten die formelle Kopie der Unabhängigkeitserklärung unterzeichneten, war er der Zweite, der unterzeichnete, gleich nach John Hancock, dem Präsidenten des Kongresses.
1777 lehnte er die Rückkehr in den Kongress ab, sich auf die Erschöpfung nach den vorhergehenden Mühen berufend. Doch als Schwierigkeiten auftraten, wandte er seien medizinischen Kenntnisse an und schloss sich im August John Starks Streitkräften bei der Schlacht von Bennington an.
Er wurde 1778 wiederum in den Kongress gewählt und arbeitete im Komitee, das die Konföderationsartikel entwarf. Aber nachdem die Artikel angenommen worden waren, kehrte er nach New Hampshire zurück, um seinen privaten Geschäften nachzugehen. Das war sein letzter Einsatz in föderalen Diensten, weil er glaubte, seine Familie viel zu lange allein gelassen zu haben. Tatsächlich hatte, während er 1776 beim Kongress war, seine Frau Mary die Farm unterhalten, die Wiederherstellung ihres Hauses überwacht, die neuen Kinder gepflegt und Hannah zur Welt gebracht.

### Weitere Karriere
Obgleich er nach 1778 in seinem Staat blieb, kehrte er 1779 in seine Rolle als Richter zurück, am Allgemeinen Appellationsgerichtshof arbeitend. 1782 wurde er an den Obersten Gerichtshof von New Hampshire berufen, obwohl er kein Jurist war. Tatsächlich meinten einige zeitgenössische Juristen, dass die Justiz niemals besser war, als dann, als der Oberste Richter nur wenig von der Rechtsgeschichte wusste.
1788 wurde Bartlett Vorsitzender des Obersten Gerichtes des Staates. Im selben Jahr war er Delegierter am New Hampshire Kongress für die Annahme der Verfassung der Vereinigten Staaten, wo er einige Zeit als Vorsitzender diente. Die Legislative des neuen Staates New Hampshire wählte ihn zum US-Senator, aber er lehnte das Amt ab.

### Gouverneur
1790 wurden Bartletts lebenslangen Bemühungen höchste Ehre zuteil. Er sicherte die offizielle Anerkennung der Medizinischen Gesellschaft von New Hampshire. Außerdem wurde er von einer überwältigenden Mehrheit als Chief Executive Officer von New Hampshire gewählt. Er diente 1791 und 1792 als Präsident. Als dann 1792 die neue Staatsverfassung in Kraft trat, arbeitete er weiter, jetzt als Gouverneur. Er trat 1794 nach vier Jahren wegen seiner nachlassenden Gesundheit zurück; er starb im folgenden Jahr.
Während seiner Amtszeit überwachte er die Umsetzung der neuen Staatsverfassung, die Zusammenstellung und das Inkrafttreten der Gesetze und Statuten und die Bereitstellung der Mittel für eine rechtzeitige Begleichung der Staatsausgaben. Er förderte aktiv Landwirtschaft und Industrie, die Verbesserung der Straßen und startete Projekte für den Bau von Kanälen.

## Medizinische Laufbahn
Bartlett praktizierte 45 Jahre als Arzt. Aus heutiger Perspektive ist das allein schon ein Hauptverdienst. Er hatte keine universitäre Ausbildung und hatte die Schule im Alter von 14 verlassen. Er ging bei einem anderen Doktor in die Lehre und eröffnete seine Praxis im Alter von 20. Aber er war bereit, über sein Tun nachzudenken und vermied einige traditionelle Therapien, wie den Aderlass. Seine Reputation wurde 1754 förmlich festgestellt.
Das Gebiet um Kingston erlebte um 1735 eine Fieber- und Mundfäule-Epidemie, die Rachenstaupe genannt wurde. Für Erwachsene war das eine ernste Erkrankung, für Kinder zumeist tödlich, insbesondere für sehr junge Kinder. Als die Krankheit 1754 erneut auftrat, versuchte es Bartlett einfach mit verschiedenen Dosen verschiedener verfügbarer Medikamente und entdeckte, dass Chinarinde die Symptome lange genug unterdrückte, um eine Erholung zu erlauben.
Bartlett lebte in einer Zeit, in der die Medizin gewaltige Fortschritte machte. Seine große Belesenheit, seine vorsichtigen Hände und seine gewissenhafte Arbeit machten ihn zu einem effektiven und erfolgreichen Arzt. Er gründete die Medizinische Gesellschaft von New Hampshire und war deren erster Präsident. 1790 hielt er die Abschlussrede am Dartmouth College, als sein Sohn Ezra graduierte. Ein Teil seines Ruhms rührt aus der Unterzeichnung der Unabhängigkeitserklärung der USA und seiner gerade erfolgten Wahl zum Präsidenten von New Hampshire. Aber teilweise war es auch eine Anerkennung seiner medizinischen Karriere. Er wurde am selben Tag mit dem Ehrendoktor der Medizin ausgezeichnet, an dem sein Sohn diesen Abschluss erhielt.

## Weiterer Lebensweg
Er zog sich in sein Heim in Kingston zurück und starb dort am 19. Mai 1795. Er wurde neben seiner Frau Mary auf dem Präriefriedhof in Kingston begraben. Eine Bronzestatue Bartletts steht auf dem zentralen Platz von Amesbury. Sein Porträt hängt im Parlamentsgebäude in Concord, gemalt von John Trumbull. Die Ortschaft Bartlett wurde ihm zu Ehren so benannt und die Josiah Bartlett Grundschule trägt seinen Namen.

## Populärkultur
Die fiktive Figur des US-Präsidenten Josiah Bartlet in der Fernsehserie The West Wing ist ebenfalls nach ihm benannt und wird innerhalb der Handlung als direkter Nachkomme Bartletts dargestellt.